# 三野瀬駅
三野瀬駅（みのせえき）は、三重県北牟婁郡紀北町三浦にある、東海旅客鉄道（JR東海）紀勢本線の駅である。
駅名の三野瀬は三浦（みうら）・道瀬（どうぜ）・海野（かいの）の各地名を合成して作られた旧村名三野瀬村による。

## 歴史
- 1932年（昭和7年）4月26日：鉄道省紀勢東線（現・紀勢本線）の終着駅として開設[1][2]。
- 1934年（昭和9年）12月19日：紀勢東線当駅 - 尾鷲駅間延伸、途中駅となる[1]。
- 1945年（昭和20年）7月25日：停車中の上下列車が機銃掃射を受け、死者13名（資料によって数は異なる）を出した。
- 1959年（昭和34年）7月15日：線路名称改定。紀勢東線が紀勢本線へ編入、同線の駅となる[1]。
- 1962年（昭和37年）2月1日：貨物取扱廃止[2]。
- 1983年（昭和58年）12月21日：無人駅化[3]。荷物扱い廃止[2]。
- 1987年（昭和62年）4月1日：国鉄分割民営化に伴い、JR東海の駅となる[1][2]。

## 駅構造
相対式ホーム2面2線を有する列車交換可能な地上駅。両ホームは跨線橋で連絡している。
紀伊長島駅管理の無人駅。旧駅舎は解体され、その跡地に新しく簡易駅舎が建てられた。

### のりば
| 番線 | 路線      | 方向 | 行先             |
| ---- | --------- | ---- | ---------------- |
| 1    | ■紀勢本線 | 上り | 松阪・名古屋方面 |
| 2    | ■紀勢本線 | 下り | 尾鷲・新宮方面   |

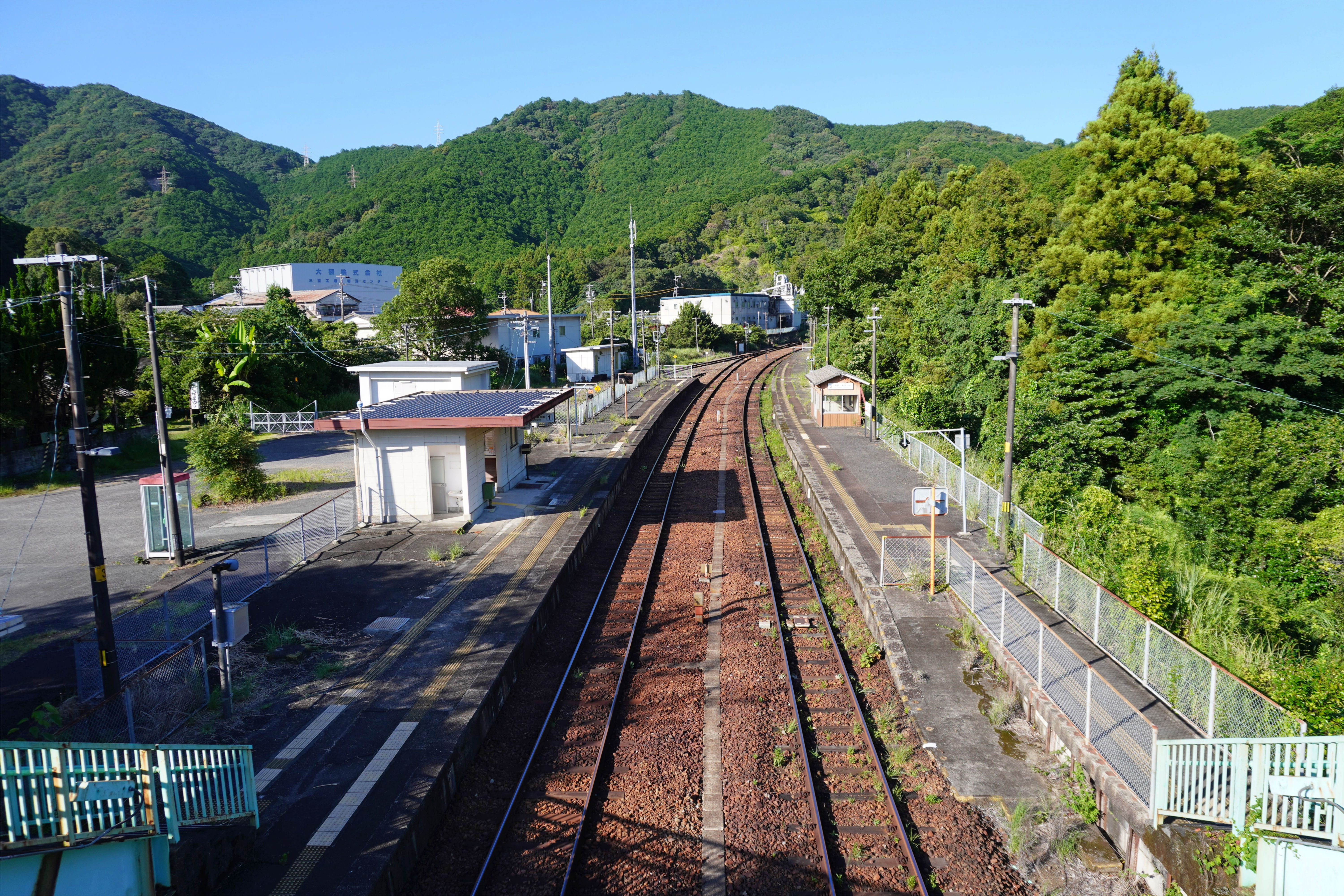
ホーム（2023年7月）

## 利用状況
「三重県統計書」によると、近年の1日平均乗車人員の推移は以下の通り。
| 年度   | 1日平均 乗車人員 |
| ------ | ---------------- |
| 1998年 | 44               |
| 1999年 | 40               |
| 2000年 | 31               |
| 2001年 | 37               |
| 2002年 | 32               |
| 2003年 | 40               |
| 2004年 | 41               |
| 2005年 | 42               |
| 2006年 | 39               |
| 2007年 | 40               |
| 2008年 | 43               |
| 2009年 | 42               |
| 2010年 | 35               |
| 2011年 | 30               |
| 2012年 | 31               |
| 2013年 | 37               |
| 2014年 | 36               |
| 2015年 | 37               |
| 2016年 | 35               |
| 2017年 | 37               |
| 2018年 | 36               |
| 2019年 | 29               |

## 駅周辺
- 紀北町役場三野瀬出張所
- 紀北町立三浦小学校
- 三野瀬郵便局
- 海蔵寺
- 熊野古道伊勢路 三浦峠・始神峠
- 三浦港 - 沖合に鳥獣保護区に指定されている鈴島がある。
- 三重交通 三浦バス停

## その他
駅舎改築の際に機銃掃射弾痕のある柱が切取られ、紀伊長島町郷土資料館に保存された。

## 隣の駅
東海旅客鉄道（JR東海）
■紀勢本線
紀伊長島駅 - 三野瀬駅 - 船津駅